# 扎克·阿貝爾
扎克·大衛·齊勒斯尼克（英語：Zak David Zilesnick；1995年3月1日—），通稱為扎克·阿貝爾（Zak Abel），摩洛哥裔英國歌手，詞曲作家和音樂人。

## 早年
扎克·阿貝爾父親生於摩洛哥，後移民至以色列，在扎克12歲那年離世。扎克·阿貝爾是猶太人，在亨頓長大，2013年畢業於大学学院学校。
他亦擅長乒乓球，在2008年和2010年分別贏得15歲以下全國單打比賽和18歲以下雙打比賽。

## 音樂生涯
就讀小學時的阿貝爾在温布利球场贏得一項慶祝以色列獨立日的歌唱比賽。
2016年，他與大西洋唱片簽約。2017年10月6日，他發行了個人首個音樂專輯「Only When We're Naked」，在英國專輯排行榜中排第100位。

## 外部連結
- 官網 （页面存档备份，存于）